# Bonkeng (langue)
Pour les articles homonymes, voir Bonkeng.
Le bonkeng (ou bongken, bonkenge, bonkeng-pendia) est une langue bantoïde méridionale parlée au Cameroun, dans la Région du Littoral, le département du Moungo, autour de Loum, par environ 3 000 personnes (2000), les Bonkeng. 